# Smiert´ parazitam
Smiert´ parazitam (z ros. "śmierć pasożytom") – radziecki pociąg pancerny okresu wojny polsko-bolszewickiej. W marcu 1920 skutecznie paraliżował działania polskie na odcinku w okolicy Dereźni, Latyczowa i Nowokonstantynowa.
Uszkodzony 28 marca 1920 pod Dereźną przez polski pociąg pancerny „Pionier”.